# Herb kapituły katedralnej w Płocku
Herb kapituły katedralnej w Płocku przedstawia na tarczy dzielonej w pas w polu górnym, błękitnym, koronę otwartą złotą, nad którą takaż gwiazda; w polu dolnym, srebrnym, trzy skosy czerwone.

## Historia herbu
Pierwotnym godłem, używanym na pieczęciach Kapituły płockiej była Najświętsza Maria Panna z Dzieciątkiem. Nowy herb nadał Kapitule cesarz Maksymilian I Habsburg w 1518. Nawiązanie w nim do symboliki królewskiej i burgundzkiej (korona królewska w górnym oraz herb Burgundii w dolnym polu), miało oddać fakt, że płocka katedra była w posiadaniu relikwii Św. Zygmunta, króla Burgundii i męczennika. Pojedyncza gwiazda miała nawiązywać do Gwiazdy Betlejemskiej, która zwiastowała narodziny Jezusa. Według oryginalnego nadania herb był w postaci małej, jednakże istnieją przedstawienia tego herbu z klejnotem, który stanowi pierwotne godło Kapituły - Najświętsza Maria Panna z Dzieciątkiem. Tak jest np. na płaskorzeźbie tronu biskupiego. Dodatkowo, korona jest tam zamknięta. U Kaspra Niesieckiego herb jest opisany według nadania z 1518 dodatkowo z klejnotem, ale na ilustracji jest sama Maria. Oprócz kształtów zniekształcano też barwy herbu. W herbarzu Erazma Kamyna w polu dolnym pojawiły się skosy czerwone na srebrze. Herb tzw. burgundzki, często z klejnotem w postaci Najświętszej Marii Panny i koroną zamkniętą, jest używany przez Kapitułę do dzisiaj.

## Wykorzystanie w heraldyce samorządowej
- Korona i gwiazda z herbu Kapituły są centralnym godłem herbu gminy Młynarze. Na terenie tej gminy leży Sieluń, ośrodek tzw. Księstwa Sieluńskiego, czyli dóbr będących uposażeniem prepozyta Kapituły.
- Herb Kapituły, pozbawiony gwiazdy, stał się herbem należącej do Kapituły jurydyki Skaryszew-Kamion, obecnie osiedla w Warszawie[4].
- Według Mariana Gumowskiego, uszczerbione godło dolnego pola herbu Kapituły miało stać się herbem Wyszkowa, który do dóbr kapituły należał.